# Reginja
Reginja ili Regenja(mađ. Regenye) je selo u južnoj Mađarskoj.
Zauzima površinu od 6,15 km četvornih.

## Zemljopisni položaj
Nalazi se na 45° 58' 9" sjeverne zemljopisne širine i 18° 10' 5" istočne zemljopisne dužine.
Suka je 2 km istočno, Bokšica je 4,5 km jugozapadno, Boštin je 3 km jugoistočno, Đoda je 1,5 km sjeveroistočno, Ovčar je 2,5 km jugozapadno, Silvaš je 1,5 km istočno, Dirovo (Kizdir) je 3,5 km jugozapadno, Ranjoš je 3,5 km sjeverozapadno, Kukinj je 3 km sjeveroistočno, a Garčin je 1,5 km zapadno.

## Upravna organizacija
Upravno pripada Pečuškoj mikroregiji u Baranjskoj županiji. Poštanski broj je 7833. 

## Stanovništvo
Reginja (Regenja) ima 171 stanovnika (2001.). U Reginji su nekad bile značajne zajednice Južnih Slavena i Nijemaca. Danas u selu su Romi jedina manjina. Više od 3/4 stanovnika su rimokatolici, kalvinista je 5%.

## Vanjske poveznice
- (mađ.) Regenye Önkormányzatának honlapja  Arhivirana inačica izvorne stranice od 31. prosinca 2004. (Wayback Machine)
- (mađ.) Regenye a Vendégvárón  Arhivirana inačica izvorne stranice od 1. prosinca 2004. (Wayback Machine)
- Reginja na fallingrain.com